# Nenagh
Nenagh (iriska: An tAonach) är den största staden och huvudort i North Tipperary i Irland. År 2002 hade Nenagh ett invånarantal på 6 454 invånare. Staden ligger vid floden Nenagh, som mynnar ut i Lough Derg vid byn Dromineer cirka 9 kilometer norrut. Silverminebergen ligger strax söder om staden.